# Lukácsi József
Lukácsi József (Budapest, 1954. október 20. –) magyar színész.

## Életpálya
1982-ben színészként diplomázott a Színház- és Filmművészeti Főiskolán. Pályáját a Rock Színházban kezdte. 1984-től a József Attila Színház, 1986-tól az Arany János Színház, 1988-tól a Nemzeti Színház tagja. 1989-től a nyíregyházi Móricz Zsigmond Színház művésze. 1999 óta a Madách Színházban játszik.

## Fontosabb színházi szerepei
- Fjodor Mihajlovics Dosztojevszkij: A Karamazov testvérek... Aljosa
- Nyikolaj Vasziljevics Gogol: Kártyások... Fiatal és öreg Lvov
- Sławomir Mrożek: Rendőrség... Őrmester
- Szakonyi Károly: Adáshiba... Imrus (Játékszín)
- Leonard Bernstein: West Side Story... Action
- Lionel Bart: Oliver... Dörzsölt
- Heltai Jenő:Naftalin... Szakolczay
- Szabó Tünde: A küszöbön... Döme
- Thornton Wilder: A mi kis városunk... Howie Newsome
- Sütő András: Az ugató madár... Nyárádi
- William Shakespeare: Hamlet... hírnök; Lucianus; Voltimand
- Sarkadi Imre: Oszlopos Simeon... Postás
- Móricz Zsigmond: Úri muri... Jaszom
- Hunyady Sándor: Lovagias ügy... Szolga
- Joseph Stein – Jerry Block – Sheldon Harnick: Hegedűs a háztetőn... Náhum (koldus)
- Michail Sebastian: Névtelen csillag... Kalauz
- John Steinbeck: Egerek és emberek... A gazda
- Kocsák Tibor – Miklós Tibor: Anna Karenina... Jasvin
- Németh László: Cseresznyés... Sinka (nyomdász)
- Antoine de Saint-Exupéry: A kis herceg... Király, Üzletember, Futórózsa

## Filmek, tv
- Ítélet előtt (sorozat) Egy lány halála című rész (1978)... Ökrös János
- Mephisto (1981)
- Családi kör (sorozat) (1981)
- Mirandolina (Zenés Tv-színház) (1983)...Pirro, a lovag szolgája
- Vérszerződés (1983)
- Redl ezredes (1985)
- Kard és kocka (1986)
- Napló szerelmeimnek (1987)
- A küszöbön (1990)...Döme
- Hello Doki (sorozat) A pék felesége című rész (1996)
- Balekok és banditák (1997)
- A Szórád-ház (sorozat) 2. rész (1997)
- Szomszédok (sorozat) 
  - 46. rész (1989)...A terhes nő férje
  - 91. rész  (1990)...Feri barátja
  - 114. rész (1991)...Biliárdjátékos
  - 132. rész (1992)...Rendőrfelügyelő
  - 293 rész (1998)...Szűcs úr, építész